# Helena Vincent, Vizcondesa De Abernon
Helena Venecia Vincent, vizcondesa D'Abernon (de soltera Duncombe; Londres, 6 de marzo de 1866 - 16 de mayo de 1954) fue una mujer de la nobleza británica, miembro de la alta sociedad y diarista.

## Biografía
Lady Helena nació en el número 20 de Grosvenor Square, Mayfair, Londres, siendo hija de William Duncombe y Mabel Violet Graham. La propiedad de la familia estaba en Duncombe Park en Helmsley, North Yorkshire, Inglaterra. Su padre fue elevado a la nobleza como Barón Feversham en 1867 y nuevamente como Conde de Feversham en 1868. Ella y su hermana, Hermione, duquesa de Leinster, eran conocidas en su círculo por su belleza.
Helen se casó con Sir Edgar Vincent, en aquel momento gobernador del Banco Otomano en Constantinopla el 24 de septiembre de 1890. En 1899 fue elegido miembro del parlamento por el distrito de Exeter. Lady Helena, durante aquel período, era "la anfitriona más célebre de su época, lo que era 'debido a su destacada belleza, inteligencia y encanto, que la hacían una de las figuras más resplandecientes'".

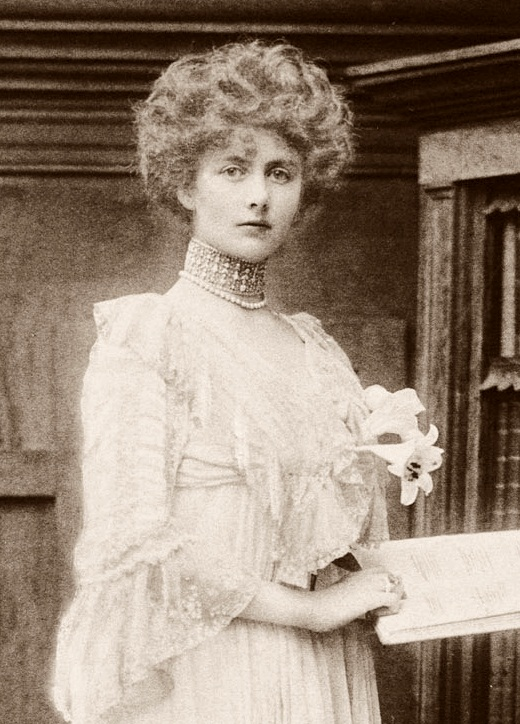
Lady Helena Vincent

Lady Helena se asoció con "The Souls", un grupo social de destacados intelectuales de la época entre los que se contaban Arthur Balfour, George Curzon, Henry James y Edith Wharton. Se cree que ella fue modelo de los personajes de Lady Thisbe Crowborough en la historia de Max Beerbohm Hilary Maltby y Stephen Braxton en Seven Men (1919) y de Lady Irene Silvester en la historia de Maurice Baring "A Luncheon Party" (1925).
En 1904, durante una prolongada visita a Venecia, John Singer Sargent pintó el retrato de Lady Helena. Esa obra puede encontrarse en la colección permanente del Museo de Arte de Birmingham en Birmingham, Alabama, en EE. UU.
Durante la Primera Guerra Mundial, Lady Helena se hizo enfermera anestesista y trató a miles de pacientes. Ello aparece descrito en multitud de cartas que recibió su amiga Teresa Hulton, más tarde la octava Lady Berwick de Attingham Park.
Lady Helena acompañó a su esposo (que se había convertido en el 1º Barón D'Abernon en 1914) mientras servía en la Misión Interaliada en Polonia y como Embajador Británico en la República de Weimar a principios de la década de 1920. Durante este tiempo, la baronesa mantuvo un diario sobre sus experiencias, partes del cual se publicaron en 1946 con el título  Red Cross and Berlin Embassy, 1915-1926: Extracts from the Diaries of Viscountess D'Abernon (Cruz Roja y Embajada de Berlín, 1915-1926: Extractos de los diarios de la vizcondesa D'Abernon).
Al finalizar la misión diplomática, Sir Edgar fue nombrado 1º Vizconde D'Abernon el 1 de enero de 1926, y más adelante sucedió también a su hermano Francis, como 16º Baronet de Stoke d'Abernon. Los Vincent no tuvieron hijos y los títulos de Sir Edgar murieron con él en 1941. 
Lady Helena murió a los 84 años el 16 de mayo de 1954.